# Bruce Lipton

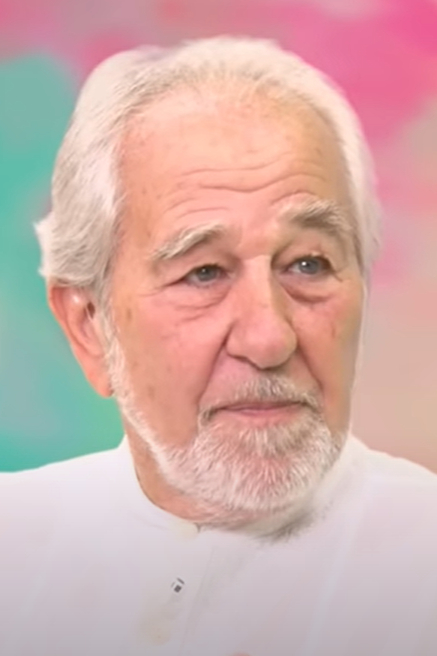
Lipton em 2022

Bruce Harold Lipton é um biólogo celular e pseudocientista americano. Ele é o criador da teoria epigenética segundo a qual seres humanos poderiam moldar sua biologia mediante a mundança consciente de seus ambientes.
Lipton foi considerado um pseudocientista pela comunidade científica e, de acordo com o biólogo, suas ideias foram ignoradas pelos scientistas convencionais. Não obstante, atraiu um grande público internacional de seguidores. Seu livro The Biology of Belief (2005) vendeu duzentas mil cópias.

## História
Nos anos 80, Lipton adotou a ideia de que a dinâmica das células provariam a existência de Deus, e renunciou ao ateísmo. Ele serviu como professor na Faculdade Neozelandesa de Quiropraxia (New Zealand College of Chiropractic).
Em diversos discursos internacionais, assim como no seu livro The Biology of Belief de 2005, Lipton levou as ideias epigenéticas para além do que é de costume entre cientistas convencionais, defendendo a ideia de que pensamentos e emoções seriam fatores epigenéticos.
Em 2009, ganhou o prêmio japonês Goi Peace por "ter sido pioneiro no campo da Nova Biologia". A mesma premiação fora concedida a Bill Gates no ano anterior. O autor também atraiu uma massa internacional de seguidores, com seu livro de 2005 vendendo duzentas mil cópias. Ele é autor dos livros Spontaneous Evolution: Our Positive Future and a Way to Get There from Here de 2010 e The Honeymoon Effect: The Science of Creating Heaven on Earth de 2013.

## Livros
- The Biology of Belief  – Unleashing the Power of Consciousness, Matter & Miracles (2005)
- Spontanous Evolution: Our Positive Future and a Way to Get There from Here (2010)
- The Honeymoon Effect: The Science of Creating Heaven on Earth (2013)
- The Biology of Belief – 10th Anniversary Edition (2015)